# Гасал, Антонин
Антонин Богумил Гасал (чеш. Antonín Bohumil Hasal; псевдоним Нижборский чеш. Nižborský; 7 января 1893 года, Нова Гуть, Королевство Богемия, Австро-Венгерская империя — 22 апреля 1960 года, Вашингтон, США) — чехословацкий военачальник, участник Первой мировой войны и Гражданской войны в России, один из военнослужащих Чехословацких легионов. Видный представитель чехословацкого антинацистского сопротивления за рубежом, министр транспорта в послевоенной Чехословакии, генерал армии.

## Биография

### Юность
Родился 7 января 1893 года в Нове Гути (современный Нижбор) недалеко от Бероуна. Его отец был железнодорожником, а мать Мария была домохозяйкой. В семье, помимо Антонина, было ещё трое детей: две дочери и сын. Начальную школу посещал в родной деревне, год проучился в Бероуне, после чего с 1907 по 1912 год учился в реальной гимназии в Раковнике, которую закончил с аттестатом зрелости. 16 августа 1912 года был призван на срочную военную службу в Вооружённых силах Австро-Венгрии.
Был отправлен на службу в 7-й егерский полк в Триест. В октябре был отправлен кадетом в училище в Гориции. В 1913 году прошёл школу офицеров запаса и после окончания срочной службы уехал из Австро-Венгрии к родственникам в Российской империи. Устроился работать на фабрику счетоводом в Осинках в Волынской губернии.

### Первая мировая и гражданская война в России
После начала Первой мировой войны, 22 августа 1914 года присоединился к «Чешской дружине». Присоединился к дружине в звании рядового и, таким образом, не получил равнозначного звания после своей военной службы в Австро-Венгрии. Занимался агитацией между Волынскими чехами. По данным чешского историка Мартина Кучеры, вскоре Гасал был приписан к штабу 11-й армии, в составе которой участвовал в успешной осаде крепости Перемышль в период с 30 октября 1914 по 22 марта 1915 года. После прорыва немецких войск на фронте под Горлицами в апреле 1915 года был снова направлен в Чешскую дружину, которая была приписана к 21-й пехотной дивизии генерала Константина Герасимовича Некрасова. В июле того же года был назначен в штаб дружины, где вместе с другими принимал участие в обучении и подготовке новобранцев. С февраля по начало мая 1916 года командовал 1-й ротой Чехословацкого стрелкового полка в Галиции и на Пинских болотах. Впоследствии, до начала апреля 1917 года, был командиром взвода, позже временным командиром 2 чехословацкого стрелкового полка во время дислоцирования его на реке Стоход у Ковеля. 9 апреля 1917 года был отправлен на III съезд Союза Чехословацких ассоциаций в России и вскоре к отделению Чехословацкого национального
совета в России в качестве члена комиссии по набору добровольцев в Чехословацкие легионы. Вернулся в полк 27 августа 1917 года, был назначен командиром роты, с февраля 1918 года был командиром батальона, а с ноября заместителем командира полка.
Участвовал в боях в Западной Сибири и в Поволжье у Симбирска. Несмотря на ранения, по его собственной просьбе, оставался в подразделении в качестве командира группы войск на левом берегу Волги недалеко от Казани, позже в Симбирске, Бугульме и Белебейе. С начала ноября 1918 года он был заместителем командира, начальником штаба и 1 февраля 1919 года, был назначен командиром 2 чехословацкого стрелкового полка и впоследствии командиром в 28 стрелковом сибирском полку, действующий в Иркутске, с которым он защищал Транссибирскую магистраль. Два месяца удерживал участок железной дороги Кянская Венгерка и сражался с повстанцами у Конторского в направлении Кучерово и Долгий Мост. 13 февраля 1920 года, в качестве командующего 13 корабельного транспорта, эвакуировался на корабле «Нижний Новгород» из Владивостока.

### Межвоенное время
Вернулся на родину 16 апреля 1920 года. Решил остаться на службе в молодой Чехословацкой армии в звании подполковника. Стал командующим 2 пехотного полка «Йиржи з Подебрад», с 6 мая по 30 сентября 1920 был командиром гарнизона в Литомержице, где был дислоцирован полк. В декабре 1920 года, будучи командиром отрядов поддержки в округах Кладно, Сланы, Кралупы и Раковник, участвовал в подавлении там ожесточенной забастовки. Окончив годичный курс подготовки генералов и полковников в Военном колледже, 1 ноября 1925 года он был назначен командиром 7-го пехотной бригады в Йозефове у Яромержа, где тот оставался, за исключением трёх месяцев, когда был назначен командиром курсов командиров воинских частей в Праге, до конца ноября 1929 года. 1 декабря 1929 года был переведён на службу в Министерство национальной обороны, где через два месяца стал начальником первого департамента (пехотного). После трёх лет в Праге был переведён в Брно, где был назначен сначала временно исполняющим обязанности, а через год и полноправным командиром 6-й пехотной дивизии.
1 января 1934 года ему было присвоено звание дивизионного генерала. С октября 1935 года III. С октября 1935 года под командование Гасала перешел III корпус провинциального военного командования в Брно. В период с июля по ноябрь 1937 года, временно принял на себя командование всем Моравским воеводским военным командованием. В этот момент, на посту командующего III корпусом его заменял генерал Сергей Ингр. Во время мобилизации в сентябре 1938 года, командовал частями XIV пограничной зоны, которым было поручено защищать границу южной Моравии.

### Вторая мировая война
После падения Чехословацкого государства, оставался на военной службе в ликвидируемой оккупантами чехословацкой армии. С 1 октября 1939 года по 12 марта 1940 года, работал профсоюзным руководителем аудиторского отдела Министерства финансов Протектората Богемии и Моравии, а затем официально взял четырехмесячный отпуск по болезни. Вместе с другими высокопоставленными офицерами армии, вступил в организацию антинацистского сопротивления «Защита нации». В марте 1940 года принял окончательное решение покинуть родину, и 17 марта в направлении Весели-над-Моравоу - Миява в районе деревни Груба-Врбка нелегально пересек границу Словакии с целью вступления в ряды чехословацких частей за рубежом. В словацкой столице получил от главы словацкого отделения Защиты нации майора Йозефа Држимала, югославский паспорт на имя Антонина Нижборского, и с помощью словацких бойцов сопротивления, его за три дня переправили в Белград, где тот оставался до 10 апреля, ожидая отправки во Францию. Эту часть путешествия тот осуществил с помощью работников Чехословацкой военной администрации в Белграде. 15 апреля прибыл в Модан, и будучи опытным офицером, был сначала назначен на должность командующего IV департамента Чехословацкой военной администрации, два месяца спустя, 11 июня, он был назначен начальником штаба Чехословацкой военной администрации. В его задачи, учитывая надвигающееся поражение Франции, входила ликвидация Чехословацкой военной администрации во Франции и переброска её в Великобританию. Здесь он был освобожден от своих обязанностей в последний день июля 1940 года и, следовательно, больше не имел возможности проявить себя в качестве начальника штаба армии. Во время эвакуации из Парижа персонал был разделен, а во время морской перевозки и после прибытия в Великобританию он уже не функционировал в полном смысле этого слова.
Прибыл в Великобританию 12 июля 1940 года на корабле в порт Ливерпуль. С 1 августа того же года занимал пост главы военной канцелярии президента Эдварда Бенеша в Лондоне. Отвечал за контакты президента как главы государства в изгнании и главнокомандующего чехословацкой армией с чехословацкой военной администрацией, чехословацкими воинскими частями и союзными военными властями. Гасал организовал военную канцелярию и её деятельность, а также одновременно выполнял функции военной и охранной службы президента. На этой должности тот продемонстрировал свою способность правильно понимать задачи, которые возлагали на главу ведомства исключительная военная обстановка и особенно особое положение президента в изгнании. Подходил как к военно-организационным вопросам, так и к решению личных проблем отдельных лиц с большим пониманием, правильным взглядом и чувством справедливости. На посту руководителя военной канцелярии проявились его прямой характер, ум, сильная воля, уверенное поведение и примирительный настрой. Он занимал эту должность до середины 1944 года. Нацисты, естественно, не упускали из виду его деятельность в изгнании и, согласно Deutscher Reichsanzeiger – Preussischer Staatsanzeiger Nr. 136 был наказан 15 июня 1943 года лишением гражданства протектората и конфискацией всего имущества. Его жена и двое детей были интернированы в лагерь в Сватоборжих. В силу своего положения был одним из ближайших соратников президента, а также отвечал за разрешение на вступление чехословаков в британские отряды местной обороны и Королевские военно-воздушные силы. Однако у Гасала не сложились хорошие отношения с Франтишеком Моравецом, командующим чехословацкой разведкой в Британии, в основном из-за большой преданности Гасала к Бенешу. Позже Моравец в своих мемуарах описывао Гасала как «просто послушного исполнителя полученных им приказов».
В декабре 1943 года сопровождал президента Бенеша во время его поездки в Москву, а 12 декабря присутствовал при подписании чехословацко-советского договора о дружбе. Вместе с генералами Гелиодором Пикой и Яном Кратохвилом, после отъезда Бенеша, вёл переговоры с советской стороной о создании на территории Советского Союза Чехословацкого армейского корпуса, в котором служили 45 000 волынских чехов. После подписания 8 мая 1944 года в Лондоне чехословацко-советского Соглашения о взаимоотношениях между чехословацкой администрацией и советским Верховным Главнокомандующим после вступления советских войск на территорию Чехословакии были назначены члены Управления по управлению освобожденной территорией во главе с правительственным делегатом. В его состав вошло Военное командование освобожденной территории, созданное указом президента республики от 12 июня 1944 года. В тот же день указом президента был назначен на должность командующего освобожденной территорией, а также на должность  верховного командующим чехословацкими частями на освобожденной территории, а также верховным командующим всеми чехословацкими частями, действовавшими вне состава РККА. Гасал обязан обеспечить военное управление на освобожденной чехословацкой территории и осуществить необходимые меры по восстановлению чехословацких вооруженных сил. 22 августа 1944 года покинул Великобританию с правительственной делегацией и отправился в Москву через Каир, Тегеран и Баку. Пробыл здесь с членами делегации целый месяц, прежде чем прибыть в польский Кросно, откуда совершил множество визитов к наступающим чехословацким частям.
7 октября 1944 года он прибыл на освобожденную повстанцами территорию Словакии с намерением выполнить свою миссию. В тот же день правительственная делегация присутствовала на похоронах генерала Ярослава Ведрала-Сазавского, трагически погибшего накануне, подорвавшись на нацистской мине. Похоронную речь произнес генерал Гасал, знавший Ведралу по прошлому в легионах. В тот же вечер Гасал назначил бригадного генерала Богумила Бочека, также бывшего легионера, на место Ведрала. В связи с однозначной позицией Словацкого национального совета, сузившего полномочия правительственного делегата лишь до посредника между ним, чехословацким правительством в Лондоне и советским верховным командованием, а также в связи с неудержимым разгромом повстанческой армии был вынужден 23 октября 1944 года вместе с другими членами делегации покинуть Словакию и вылететь во Львов. Четыре дня спустя отправился в освобожденный Хуст, который советское командование определило местом пребывания правительственной делегации. Первоначально позиция командования Гасала была прочной, и население Подкарпатской Руси стихийно высказалось за восстановление Чехословацкой Республики на основе сосуществования трех равноправных народов. Первая серьёзная проблема набор добровольцев в РККА изменила ситуацию в начале ноября 1944 года. 5 ноября Гасал доложил начальнику Чехословацкой военной миссии в СССР, что у него имеются доказательства организованной вербовки чехословацких граждан в РККА. Однако советская сторона, в нарушение чехословацких законов. потребовала от чехословацкого правительства не препятствовать вербовке. Вся ситуация осложнялась сложной связью между освобожденной территорией и лондонской ставкой, которая официально осуществлялась только по линии Хуст — Москва — Лондон. Эту проблему частично решила секретная радиостанция, привезенная из мятежной Словакии сотрудником делегации Ф. Круцким, с помощью которой Хасал также передавал сообщения в Лондон. Ситуация с набором добровольцев из числа подкарпатских русинов в чехословацкую армию обострилась после объявления мобилизации с 13 по 22 ноября 1944 года, когда семьи мобилизованных подверглись преследованиям со стороны советских властей, в связи с чем многие отказались сотрудничать с Чехословацким военным командованием освобождённых территорий. Командующий также столкнулся с трудностями при оснащении корпуса численностью 35 000 человек. Чехословацкие власти, а следовательно и командующий освобожденной территорией, остались с чувством беспомощности, поскольку они не могли каким-либо образом противодействовать советским действиям. Переговоры правительственной делегации в Москве в декабре 1944 года не принесли положительных результатов в этом отношении, в связи с чем 14 января 1945 года правительственный делегат покинул Москву, а после дополнительных переговоров 1 февраля делегация переехала в освобождённую Словакию, в Кошице. Гасал оставался командующим освобожденной территорией до апреля 1945 года. В начале марта 1945 года президент Бенеш попросил его отправиться в Москву и ожидать его прибытия туда. Уже тогда он предоставил президенту подробную информацию о своей деятельности в Подкарпатской Руси и Восточной Словакии, о вмешательствах и путях РККА в чехословацкие дела и обстановку, а также о поведении её членов на оккупированной ими территории. Тот также выразил обеспокоенность и сомнения сторон относительно переговоров РККА на чехословацкой территории, которую ей вскоре предстояло освобождать.
В конце марта 1945 года был приглашён участия в совещании представителей чехословацких политических партий по вопросам организации внутренней политики на освобожденной родине, где был назначен беспартийным экспертом в первое послевоенное правительство на должность министра транспорта, которую занял 4 апреля 1945 года в Кошице.

### Послевоенное время
Оставался министром транспорта во втором послевоенном правительстве до 3 июля 1946 года, когда его вновь назначили на должность начальника военной канцелярии президента Чехословакии и одновременно с этим на должность начальника Военно-научного института. Почти два года спустя, 21 июня 1948 года был отправлен в отставку.

### Эмиграция
После коммунистического переворота, понял что ему больше нет места на родине, и поэтому после отставки президента Бенеша, в начале июля 1948 года отправился в эмиграцию, за что коммунистический режим в ноябре того же года лишил воинского звания. Покинул страну вместе
вместе с семьёй и генералом Микулашем Ференчиком и его женой, в Американскую зону оккупации Германии, а год спустя перебрался в США, где был председателем Союза чехословацких офицеров в изгнании и до самой смерти работал советником управления правительства США по делам Восточной Европы.

### Смерть
Скончался 22 апреля 1960 года в Вашингтоне.

## Память
После Бархатной революции, 29 июня 1990 года был полностью реабилитирован и ему были возвращены все воинские звания.
В 1995 году был посмертно награждён орденом Белого Льва II степени.
Является почётным гражданином Нове-Место-на-Мораве.

## Награды

### Чехословакия
- Орден Сокола с мечами
- Чехословацкий Военный крест 1918 года
- Чехословацкая революционная медаль
- Чехословацкая медаль Победы
- Чехословацкий Военный крест 1939—1945 годов
- Военная памятная медаль
- Чехословацкая медаль «За заслуги» I степени
- Памятный знак Чехословацкого сообщества добровольцев 1918–1919 годов
- Орден Словацкого национального восстания I степени
- Орден Белого льва «За Победу»  I степени
- Медаль «За храбрость перед врагом»
- Чехословацкий партизанский значок
- Памятная медаль второго национального сопротивления
- Памятная медаль 2-го стрелкового полка Йиржи из Подебрад
- Бахмачская памятная медаль

### Российская империя
- Георгиевский крест IV степени (1915)
- Орден Святого Станислава III степени с мечами и бантами (1916)
- Орден Святой Анны III степени с мечами и бантами (1917)

### СССР
- Медаль «За освобождение Праги»
- Медаль «За победу над Германией в Великой Отечественной войне 1941—1945 гг.»